# Therizinosauria
Therizinosauria je klad dinosaurů z podřádu Theropoda, tedy rozsáhlé a diverzifikované skupiny převážně dravých dinosaurů. Žili v období spodní a svrchní křídy (geologický věk barrem až maastricht; asi před 130 až 66 miliony let), některé zkameněliny však naznačují jejich existenci již v období spodní jury (před více než 175 miliony let). Formálně tento klad popsali paleontologové Dale Russell a Tung Č’-ming v roce 1994.

## Popis
Terizinosauři (či starším názvem segnosauři) byli obvykle druhotně býložraví nebo všežraví. Ekologicky tak představovali jakési dinosauří obdoby dnešních lenochodů a pand (čemuž mohli být přizpůsobeni také anatomicky, zejména pak ve stavbě předních končetin, což ukázal výzkum anatomie rodu Neimongosaurus). Do této skupiny bizarních dravých i všežravých teropodů patřili dinosauři s velmi dlouhými drápy na předních končetinách, relativně malými hlavami a dlouhými krky. Jejich trup byl zavalitý a ocas krátký, pravděpodobně se nedokázali pohybovat příliš rychle. Žili na území dnešního Mongolska, Číny a USA, možná však také na území současné Kanady a Austrálie. Podle fosilních nálezů některých jedinců (např. čínský druh Beipiaosaurus inexpectus) víme, že byli stejně jako ostatní maniraptoři do značné míry opeření. Byli také poměrně blízce příbuzní dnešním ptákům. Již zmíněný beipiaosaurus měřil na délku jen 2,2 metru a vážil kolem 80 kg, naopak největší zástupce, kterým byl mongolský druh Therizinosaurus cheloniformis dosahoval obřích rozměrů (délka asi 10 až 12 metrů, hmotnost kolem 5 tun).
Fosilní objevy z Číny a Mongolska dokládají, že tito dinosauři pravděpodobně praktikovali (podobně jako například někteří oviraptorosauři) společné hnízdění a o své snůšky pečovali a chránili je před oportunistickými pojídači vajec z řad ještěrů, savců i jiných dinosaurů.

## Zeměpisné rozšíření
Terizinosauři pravděpodobně obývali větší část pevniny severní polokoule a místy snad i pevniny někdejší Gondwany. Tato skupina byla v období pozdní křídy značně rozšířená, její zástupci jsou známí především ze současné Severní Ameriky a východní Asie. Velmi hojní byli ještě v nejsvrchnější křídě Mongolska a Číny nebo například také Aljašky (jak dokazují dochované otisky stop). Fosilní fragmenty přisuzované terizinosaurům jsou známé také z území dnešního Uzbekistánu, Kazachstánu, Tádžikistánu, Japonska, Súdánu nebo Velké Británie.

## Klasifikace
Podle Zanno, L.; 2010.
- Klad Therizinosauria
  - Rod Eshanosaurus? (může být příbuzný rodu Chilesaurus[12])
  - Rod Falcarius
  - Rod Martharaptor
  - Rod Jianchangosaurus
  - Nadčeleď Therizinosauroidea
    - Rod Beipiaosaurus
    - Rod Enigmosaurus
    - Rod Erliansaurus
    - Rod Neimongosaurus
    - Rod Suzhousaurus
    - Čeleď Alxasauridae
    - Čeleď Therizinosauridae